# Vimines
Vimines – miejscowość i gmina we Francji, w regionie Owernia-Rodan-Alpy, w departamencie Sabaudia.
Według danych na rok 1990 gminę zamieszkiwało 1351 osób, a gęstość zaludnienia wynosiła 95 osób/km² (wśród 2880 gmin regionu Rodan-Alpy Vimines plasuje się na 623. miejscu pod względem liczby ludności, natomiast pod względem powierzchni na miejscu 824.).